# ولدا
ولدا (به اسپانیایی: Velada) یک شهرستان در اسپانیا است که در استان تولدو واقع شده‌است.

## خصوصیات
ولدا ۱۴۵ کیلومترمربع مساحت و ۲٬۴۳۶ نفر جمعیت دارد و ۴۳۲ متر بالاتر از سطح دریا واقع شده‌است.